# Gestreepte kenopia
De gestreepte kenopia (Kenopia striata) is een zangvogel uit de familie Pellorneidae.

## Verspreiding en leefgebied
Deze soort komt voor in de bossen van Malakka, Sumatra en Borneo.

## Status
De grootte van de populatie is niet gekwantificeerd maar aangenomen wordt dat de soort snel achteruitgaat door ontbossing. Op de Rode lijst van de IUCN heeft deze soort daarom de status gevoelig.